# Campionati del mondo di atletica leggera 2009 - 3000 metri siepi maschili
La competizione si è svolta su due giorni: qualificazioni la mattina del 16 agosto e finale la sera del 18 agosto 2009.

## Record
Prima di questa competizione, il record del mondo (WR) e il record dei campionati (CR) sono i seguenti.
7'53"63 per gli uomini, fatto registrare da Saif Saaeed Shaheen (Qatar,
| Record                | Prestazione | Atleta                    | Data                               | Competizione              |
| --------------------- | ----------- | ------------------------- | ---------------------------------- | ------------------------- |
| Record mondiale       | 7'53"63     | Saif Saaeed Shaheen Qatar | 3 settembre 2004 Bruxelles, Belgio |                           |
| Record dei campionati | 8'04"16     | Moses Kiptanui Kenya      | 11 agosto 1995 Göteborg, Svezia    | Campionati del mondo 1995 |

## Batterie
La qualificazione si è svolta su tre batterie, partite rispettivamente alle 11:00, 11:14 e 11:28 UTC+2 di domenica 16 agosto 2009.
Si qualificano per la finale i primi quattro classificati di ogni batteria (Q), più gli atleti con i migliori tre tempi degli inizialmente esclusi (q).
| #  | Posizione | Batteria | Atleta                      | Nazionalità | Tempo   | Note                                     |
| -- | --------- | -------- | --------------------------- | ----------- | ------- | ---------------------------------------- |
| 1  | 1         | 1        | Richard Kipkemboi Mateelong | Kenya       | 8:17.99 | Q                                        |
| 2  | 1         | 2        | Brimin Kiprop Kipruto       | Kenya       | 8:18.07 | Q                                        |
| 3  | 2         | 1        | Tareq Mubarak Taher         | Bahrein     | 8:18.13 | Q                                        |
| 4  | 3         | 1        | Paul Kipsiele Koech         | Kenya       | 8:18.16 | Q                                        |
| 5  | 4         | 1        | Roba Gary                   | Etiopia     | 8:18.22 | Q                                        |
| 6  | 2         | 2        | Bouabdellah Tahri           | Francia     | 8:18.23 | Q                                        |
| 7  | 3         | 2        | Ruben Ramolefi              | Sudafrica   | 8:18.24 | Q                                        |
| 8  | 4         | 2        | Benjamin Kiplagat           | Uganda      | 8:18.55 | Q                                        |
| 9  | 5         | 1        | Abubaker Ali Kamal          | Qatar       | 8:18.95 | q                                        |
| 10 | 1         | 3        | Ezekiel Kemboi              | Kenya       | 8:19.36 | Q                                        |
| 11 | 2         | 3        | Jamel Chatbi                | Marocco     | 8:20.26 | Q                                        |
| 12 | 3         | 3        | Yacob Jarso                 | Etiopia     | 8:20.91 | Q                                        |
| 13 | 5         | 2        | Jukka Keskisalo             | Finlandia   | 8:22.00 | q                                        |
| 14 | 6         | 2        | Mustafa Mohamed             | Svezia      | 8:22.92 | q                                        |
| 15 | 7         | 2        | José Luis Blanco            | Spagna      | 8:24.07 |                                          |
| 16 | 8         | 2        | Krijn Van Koolwijk          | Belgio      | 8:24.22 | Miglior prestazione personale stagionale |
| 17 | 4         | 3        | Eliseo Martín               | Spagna      | 8:24.29 | Q                                        |
| 18 | 6         | 1        | Abdelatif Chemlal           | Marocco     | 8:25.68 |                                          |
| 19 | 5         | 3        | Ion Luchianov               | Moldavia    | 8:27.41 |                                          |
| 20 | 7         | 1        | Tomasz Szymkowiak           | Polonia     | 8:27.93 |                                          |
| 21 | 6         | 3        | Bjørnar Ustad Kristensen    | Norvegia    | 8:28.49 | Miglior prestazione personale stagionale |
| 22 | 8         | 1        | Mario Bazán                 | Perù        | 8:28.67 | Record nazionale                         |
| 23 | 9         | 1        | Pieter Desmet               | Belgio      | 8:31.81 |                                          |
| 24 | 9         | 2        | Ildar Minšin                | Russia      | 8:33.89 |                                          |
| 25 | 7         | 3        | Steffen Uliczka             | Germania    | 8:37.83 |                                          |
| 26 | 8         | 3        | Simon Ayeko                 | Uganda      | 8:37.86 |                                          |
| 27 | 9         | 3        | Yoshitaka Iwamizu           | Giappone    | 8:39.03 |                                          |
| 28 | 10        | 3        | Boštjan Buc                 | Slovenia    | 8:40.56 |                                          |
| 29 | 10        | 1        | Vincent Zouaoui-Dandrieaux  | Francia     | 8:41.85 |                                          |
| 30 | 11        | 3        | Alberto Paulo               | Portogallo  | 8:43.13 |                                          |
| 31 | 10        | 2        | Rob Watson                  | Canada      | 8:44.73 |                                          |
| 32 | 11        | 1        | Per Jacobsen                | Svezia      | 8:44.80 |                                          |
| 33 | 12        | 3        | Daniel Huling               | Stati Uniti | 8:46.79 |                                          |
| 34 | 12        | 1        | Ángel Mullera               | Spagna      | 8:47.40 |                                          |
| 35 | 11        | 2        | Youcef Abdi                 | Australia   | 8:49.88 |                                          |
| 36 | 12        | 2        | Legese Lamiso               | Etiopia     | 8:51.63 |                                          |
| 37 | 13        | 2        | Joshua McAdams              | Stati Uniti | 9:02.19 |                                          |
| -  | -         | 1        | Kyle Alcorn                 | Stati Uniti | DNF     |                                          |
| -  | -         | 3        | Mahiedine Mekhissi-Benabbad | Francia     | DNF     |                                          |

## Finale
18 agosto, ore 19:50
| Rank    | Nome                        | Nazionalità | Tempo   | Note                                     |
| ------- | --------------------------- | ----------- | ------- | ---------------------------------------- |
| Oro     | Ezekiel Kemboi              | Kenya       | 8'00"43 | Record dei campionati                    |
| Argento | Richard Kipkemboi Mateelong | Kenya       | 8'00"89 | Miglior prestazione personale            |
| Bronzo  | Bouabdellah Tahri           | Francia     | 8'01"18 | Record europeo                           |
| 4       | Paul Kipsiele Koech         | Kenya       | 8'01"26 | Miglior prestazione personale stagionale |
| 5       | Yacob Jarso                 | Etiopia     | 8'12"13 | Miglior prestazione personale            |
| 6       | Roba Gary                   | Etiopia     | 8'12"40 |                                          |
| 7       | Brimin Kiprop Kipruto       | Kenya       | 8'12"61 |                                          |
| 8       | Jukka Keskisalo             | Finlandia   | 8'14"47 |                                          |
| 9       | Eliseo Martín               | Spagna      | 8'16"51 | Miglior prestazione personale stagionale |
| 10      | Tareq Mubarak Taher         | Bahrein     | 8'17"08 |                                          |
| 11      | Benjamin Kiplagat           | Uganda      | 8'17"82 |                                          |
| 12      | Abubaker Ali Kamal          | Qatar       | 8'19"72 |                                          |
| 13      | Ruben Ramolefi              | Sudafrica   | 8'32"54 |                                          |
| 14      | Mustafa Mohamed             | Svezia      | 8'35"77 |                                          |
| -       | Jamel Chatbi                | Marocco     | DNS     |                                          |